# El Turey

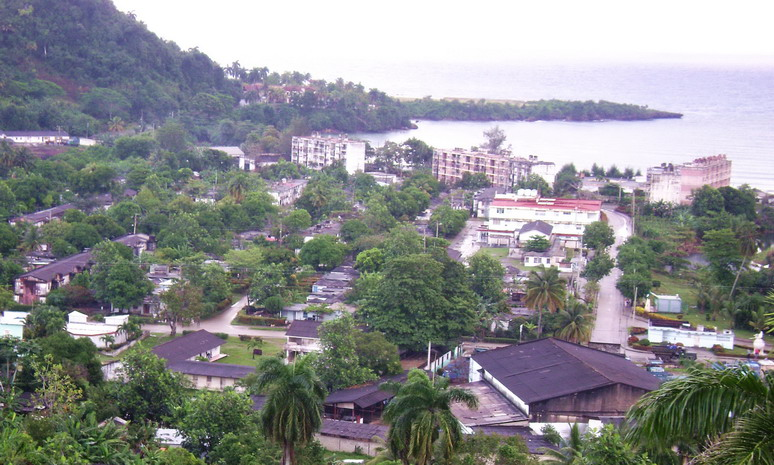
El Turey en Baracoa Guantánamo Cuba

El consejo popular Turey, ubicado en el municipio Baracoa, Provincia de Guantánamo, en Cuba. Este colinda al norte con el Consejo Popular de Mabujabo, al sur con los Consejos Populares de La reforma y Consejo Popular Cabacú, al este con los Consejos Populares de La Playa y La Asunción, al oeste con Santa Rosa.        

## Historia
Antes del triunfo de la Revolución, este Consejo Popular pertenecía a dos personas, una da ellas se nombraba Cachucha Gressequi, la misma era dueña de aproximadamente del 35% de la extensión del territorio. El otro gran propietario era conocido por Checho Matos, propietario del 65% del terreno. En estas tierras solamente vivían 10 familias que eran los que trabajaban la tierra y producían mangos, cítricos entre otros frutos. 
Al triunfar la Revolución, con la Ley de Reforma Agraria; estos grandes propietarios tuvieron que entregar las tierras al nuevo Estado Cubano, el cual las entregó al campesinado de la zona. 
En 1960 se autorizó por los comandantes de la Revolución Camilo, Che y Fidel la construcción del poblado del Turey a manos de un arquitecto argentino, amigo del Che. Primero se transformó un manglar en un terraplén,  luego se construyeron alrededor de 49 viviendas, que son las que colindan con la carretera Mabujabo. También se construyó una escuela primaria, formada por 3 aulas y la casa de la maestra en ese entonces. Luego otras 62 viviendas donde se beneficiaron pobladores de algunas zonas intrincadas del municipio.Con el paso del Ciclón Flora, en 1963 se edificó un reparto que fue llamado, por su causa, Reparto Flora, con este se beneficiaron los pobladores de la playita Saratoga. 
Todas estas viviendas fueron construidas por sus propios moradores poniéndose de manifiesto el sentido de pertenencia de los vecinos de la localidad. 
En 1978 se desarrolló más la zona urbana, con la construcción de 5 edificios multifamiliares y más tarde se construyeron edificaciones de dos pisos nombradas por los locales como biplantas. 
Debido a la demanda poblacional, fueron construidas algunas instituciones como el círculo infantil, se amplió la escuela primaria y se construyó un aeropuerto, existe además un policlínico, recientemente modernizado, una fábrica de aceite, una fábrica de cocorucho, una de caramelos y un taller de artesanía, así como una moderna labandería que presta servicio a la comunidad. 
A raíz del derrumbe del Campo Socialista y por las nuevas alternativas para sostener la economía se construye el Hotel Porto Santo. Luego gracias a la Batalla de Ideas y los programas de la Revolución se llevaron a cabo la construcción de algunas instituciones como son, sala de video, Joven Club de Computación, sala de rehabilitación y algunos puntos gastronómicos en moneda convertible y nacional.

## Población y extensión territorial
La extensión territorial es de 19,7 km², cuenta con un total de 4166 habitantes, de ellos 2028 son mujeres; y 2138 hombres.

## Descripción Física Geográfica
En este consejo popular predomina un relieve variado, existen llanuras y algunas elevaciones. El clima es cálido y hay precipitaciones abundantes en gran parte del año. 

## Geología
En cuanto a su geoología podemos caracterizarla de mixta, ya que predominan las rocas sedimentarias y en regiones llanas rocas metamórficas. Los suelos se caracterizan por ser pardos y rojizos. 

## Hidrografía y fauna
Existe una fauna mixta donde predominan los reptiles , roedores,  aves, animales domésticos y especies de aguas dulce, como jaibas, camarones, dajaos etc. 
Su hidrografía está compuesta por aguas saladas provenientes de la bahía de Baracoa y aguas dulces que afluyen de manantiales y del río Macaguanigua.

## Infraestructura económica y social
Existen varios establecimientos que conforman la red comercial del consejo entre sus principales renglones encontramos el turismo y la artesanía.

Existe una base náutica, reservada a la orilla del mar, con variadas ofertas gastronómicas, una hermosa vista a la bahía. También se encuentra el hotel Porto Santo, instalación turística con vista a la bahía, donde se hospedan visitantes extranjeros y nacionales.